# 格里戈里·索科利尼科夫

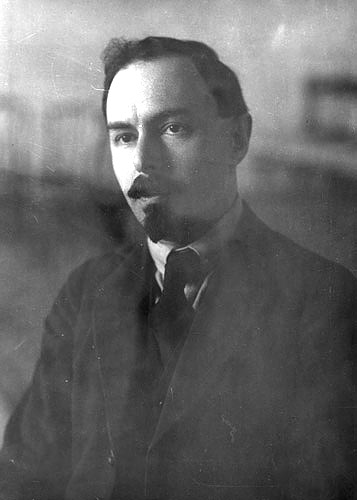
格里戈里·雅科夫列维奇·索科利尼科夫

格里戈里·雅科夫列维奇·索科利尼科夫（俄语：Григорий Яковлевич Сокольников，1888年8月15日—1939年5月21日），又译索柯里尼柯夫，苏联政治家、俄罗斯布尔什维克革命家。

## 生平
索科利尼科夫出生在俄罗斯帝国波尔塔瓦省罗姆内的一个铁路医生家庭，是个犹太人。后来搬到莫斯科住，就读于莫斯科第五中学，后进入莫斯科大学法律系，并在1905年加入了俄国社会民主工党的布尔什维克派系。1907年，与并与尼古拉·伊万诺维奇·布哈林在莫斯科组织了青年会议和学生运动，该组织被认为是后来共青团的前身。1907年首次被捕，后曾数次入狱，1909年2月被流放，后逃走并定居法国。在索邦大学学习经济学，1914年获经济学博士学位。索科利尼科夫掌握有6门语言。
1917年4月，索科利尼科夫跟随列宁一起回国，为布尔什维克党中央写社论。
索科利尼科夫与弗拉基米尔·列宁、格里戈里·季诺维也夫、列夫·加米涅夫、列夫·托洛茨基、约瑟夫·斯大林和安德烈·布勃诺夫同时是俄国社会民主工党（布尔什维克）的第一届政治局委员。十月革命后，先后出任多个政府要职。曾在越飞出使德国的代表团中，参加对德国的停战谈判，1918年3月3日索科利尼科夫签署《布列斯特-立陶夫斯克条约》。1918年，他与罗萨莉娅·泽姆利亚奇卡一起成为红军第八军的政委。索科利尼科夫最早在突厥斯坦即开始实行与新经济政策类似的政策。新经济政策推出后，他被任命为财政人民委员，对新经济政策的实行起到了至关重要的作用。1924年5月成为政治局候补委员。他是一个能干的管理者，所有任务都做的完美，例如创建苏联最早稳定的货币体系。
索科利尼科夫失去了斯大林的信任，后来指责苏联经济是“国家资本主义”。1925年12月的联共（布）十四大上，索科利尼科夫要求罢免斯大林的总书记职务。随后索科利尼科夫被解除人民委员部中的职务，并被逐出政治局。他被任命为苏联国家计划委员会的副主席，后来改任一家石油公司的领导。1929年至1932年，被任命为驻英国大使。
1937年，索科利尼科夫被逮捕，送上第二次莫斯科审判的被告席。他被判处十年监禁。1939年4月21日，他被其他罪犯杀害于监狱中。赫鲁晓夫解冻后的调查显示，索科利尼科夫死于斯大林下令并由内务人民委员部精心策划的一场谋杀。1988年被平反。